# SpaceX CRS-21
SpaceX CRS-21 (также известный как SpX-21) — 21-я миссия снабжения и первый полёт беспилотного транспортного корабля нового поколения Dragon 2 компании SpaceX к Международной космической станции в рамках второй фазы контракта Commercial Resupply Services (CRS) с NASA, заключённого в январе 2016 года. Запуск ракеты носителя Falcon 9 с кораблём состоялся 6 декабря 2020 года. Первая миссия NASA, в которой используется первая ступень ракеты-носителя, задействованная ранее в миссиях других заказчиков. Продолжительность миссии составит 30 дней.

## Запуск
Запуск корабля ракетой-носителем Falcon 9 со стартового комплекса LC-39A на Космического центра Кеннеди состоялся 6 декабря 2020 года в 16:17 UTC.

## Сближение и стыковка
Сближение и стыковка со станцией производилась в автоматическом режиме под контролем астронавтов NASA Кейт Рубинс и Виктора Гловера, которые имели возможность отдавать команду на удержание или прерывание стыковки до так называемой «точки отключения экипажа» (Crew Hands Off Point), находящейся примерно в 1,5 метрах от стыковочного порта модуля Гармония. Стыковка корабля состоялась 7 декабря 2020, 18:40 UTC.
Это была первая автоматическая стыковка SpaceX к порту PMA-3 в рамках миссии снабжения МКС и первый раз, когда два многоразовых космических корабля Dragon 2 находятся на станции одновременно.

## Отстыковка и возвращение
Расстыковка корабля в автоматическом режиме под наблюдением астронавта НАСА Виктора Гловера состоялась 12 января 2021, 14:05 UTC. Dragon возвращает обратно на Землю 2500 кг научных экспериментов и другого оборудования. Ожидается, что космический корабль приводнится в Мексиканском заливе через 36 часов 14 января 2021, 03:27 UTC.

## Полезная нагрузка
Dragon доставил на МКС 2972 кг полезного груза.
В герметичном отсеке находится 1882 кг груза (с учётом упаковки), в том числе:
- Провизия и вещи для экипажа — 364 кг
- Материалы для научных исследований — 953 кг
- Оборудование для выхода в открытый космос — 120 кг
- Оборудование и детали станции — 317 кг
- Компьютеры и комплектующие — 46 кг
- Российский груз — 24 кг

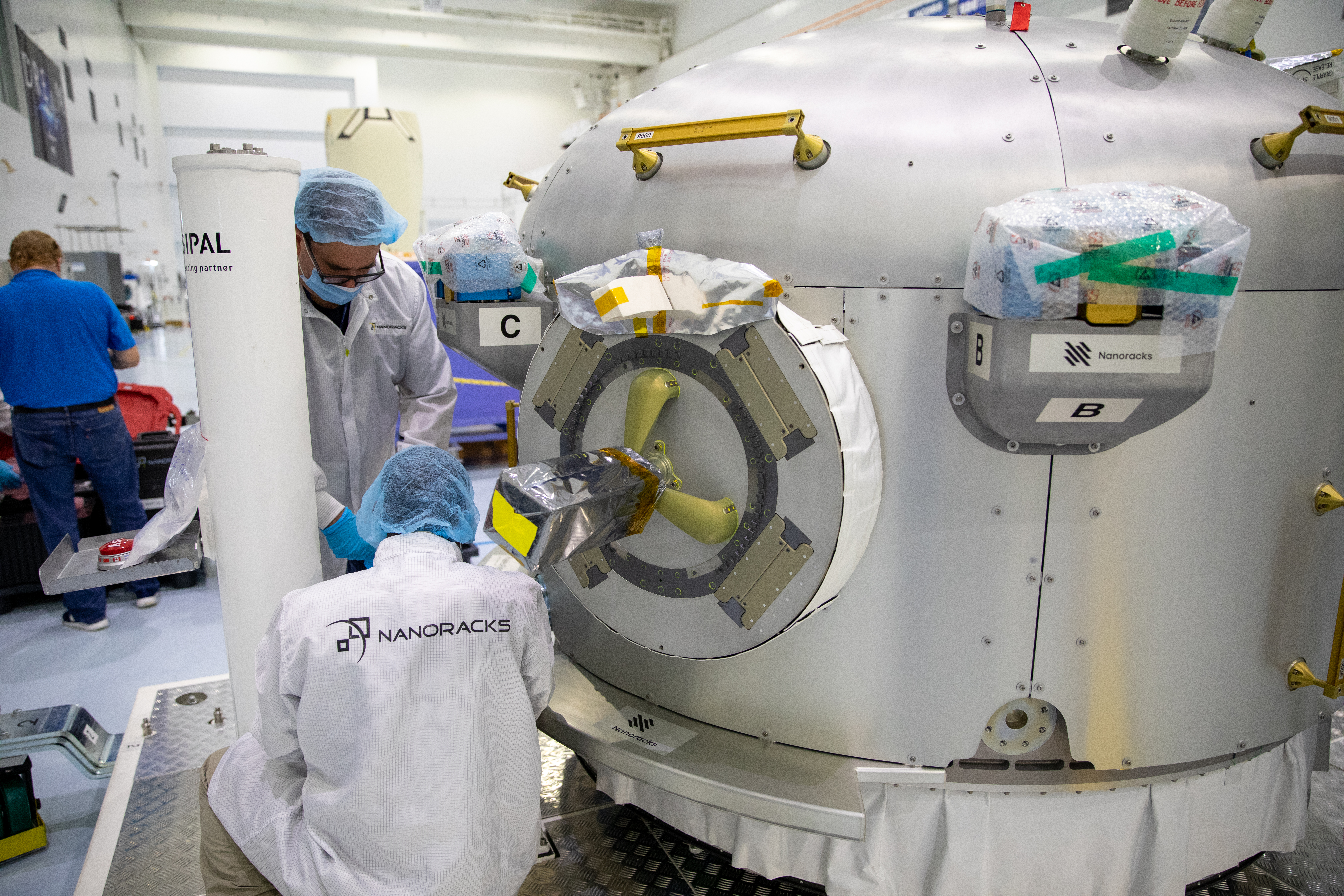
Технические специалисты работают над шлюзом Nanoracks Bishop Airlock внутри технологического комплекса космической станции в Космическом центре Кеннеди

Корабль доставил на МКС грузы, новое научное оборудование и оборудование для экспериментов, в том числе:
- Bishop Airlock — коммерческий воздушный шлюз, разработанный компанией Nanoracks[англ.][7]. Шлюз представляет собой металлическую конструкцию в форме колпака на внешней стороне орбитальной станции. Объём шлюза в 5 раз превышает объём подобного ему по назначению шлюза JEM Airlock в японском модуле «Кибо». Масса шлюза составляет 1090 кг, он будет доставлен в негерметичном отсеке корабля Dragon[5].
- BioAsteroid — эксперимент по биодобыче на образцах метеоритов с помощью микробов, способных выделять металлы и минералы в поверхностных слоях породы.
- Cardinal Heart — исследование реакции тканей сердца на лекарства в условиях микрогравитации. Эксперимент изучает эффекты изменения силы тяжести на сердечно-сосудистые клетки на клеточном и тканевом уровне с использованием искусственных тканей сердца (EHT).
- HemoCue — подсчёт лейкоцитов в космосе. Эксперимент протестирует способность имеющихся в продаже устройств выполнять быстрый и точный подсчёт лейкоцитарной формулы в условиях микрогравитации.
- BRazing of Aluminum alloys IN Space (SUBSA-BRAINS) — исследование различий в капиллярном течении, реакциях на поверхности раздела и процесса образования пузырьков во время затвердевания припоев в условиях микрогравитации. Исследуемая технология пайки, позволяющая склеивать схожие материалы (например, алюминиевый сплав с алюминием) или разные (например, алюминиевый сплав с керамикой) при температурах выше 450° C, позволит в будущем производить ремонт повреждений, нанесённых микрометеоритами или космическим мусором.